# Psychoda duaspica
Psychoda duaspica är en tvåvingeart som beskrevs av Quate 1967. Psychoda duaspica ingår i släktet Psychoda och familjen fjärilsmyggor. Inga underarter finns listade i Catalogue of Life.